# 聖酵聖禮
聖酵聖禮是一種將製作聖餐餅的麵團留一部份作為下次做聖餐餅時的酵母的儀式。為東方亞述教會以及以往的各東方教會所特有的聖禮。其敘利亞文稱呼「ܡܲܠܟܵܐ」(拼音: [' mal ka:])為君王的意思。
傳統上東方亞述使徒教會相信，在耶穌的最後晚餐時，耶穌將兩塊麵餅交給了宗徒若望，要他將其中一塊保留做為以後製作聖體時的酵母。在五旬節後，該塊餅被分給宗徒們，並和上麵粉及鹽，建立了最初的聖酵聖禮傳承至今。
亞述教會所採行的亞戴與馬理聖禮中並無誦唸成聖體經這個紀念最後晚餐的儀式，而聖酵聖禮則滿足了這個元素。